# خورخي سوتو (دراج)
خورخي سوتو (بالإسبانية: Jorge Soto)‏ مواليد 8 أغسطس 1986 في الأوروغواي، هو دراج أوروغوياني. شارك في دورة الألعاب الأولمبية الصيفية.

## روابط خارجية
- خورخي سوتو على موقع أرشيف الدراجات (الإنجليزية)
- خورخي سوتو على موقع إحصائيات الدراجات الإحترافية (الإنجليزية)
- خورخي سوتو على موقع نسبة الدراجات (الإنجليزية)
- خورخي سوتو على موقع أوليمبيديا (الإنجليزية)